# Аорталгия
Аорталгия (новолат. aortalgia; аорта + др.-греч. ἄλγος — «боль») — боль в грудной клетке, по характеру напоминающая стенокардию, но отличающаяся от неё более постоянным характером (может продолжаться в течение 2 и более часов). По сравнению со стенокардией боль может быть не связана с физической нагрузкой. При поднятии рук вверх могут развиться симптомы коклюшеподобного кашля. При аорталгии поднимается артериальное давление, которое не нормализуется нитратсодержащими препаратами, но купируется препаратами антагонистами кальция. Наблюдается при выраженном атеросклерозе аорты и аортитах.